# Le Christ rencontrant la femme et les fils de Zébédée
Le Christ rencontrant la femme et les fils de Zébédée – autrefois Jésus-Christ guérissant la femme hémoroïsse – est un tableau réalisé par le peintre italien Paul Véronèse vers 1565. D'un format horizontal, cette huile sur toile est une peinture chrétienne qui illustre un épisode biblique rapporté dans l'Évangile selon Matthieu. Elle représente la veuve de Zébédée implorant Jésus-Christ de choisir ses deux fils Jacques et Jean pour siéger autour de lui au Royaume des cieux. Peinte pour une église de Venise, l'œuvre entre en France, où elle passe entre les mains de Rolland Lefebvre puis est vendue à Louis XIV, en 1694. Par la suite intégrée aux collections du musée du Louvre, à Paris, elle se trouve depuis 1811 en dépôt au musée de Grenoble, à Grenoble, en Isère,.